# Bridgeport, Connecticut
För andra betydelser av Bridgeport, se Bridgeport.

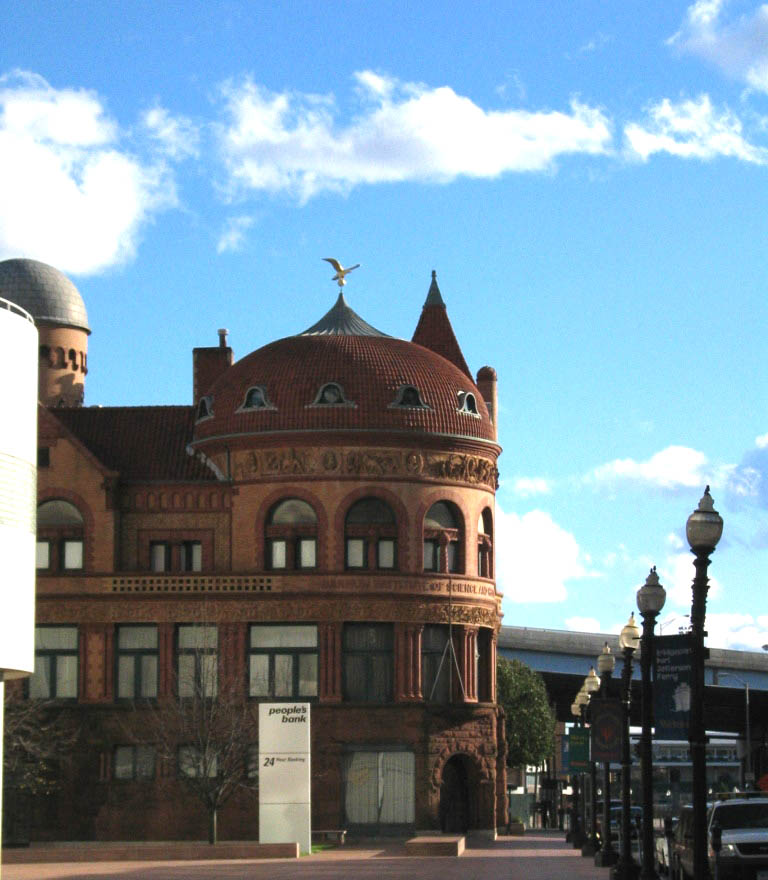
Barnum Museum, Bridgeport

Bridgeport är en stad i den amerikanska delstaten Connecticut med en yta av 50,2 km² och en befolkning, som uppgår till cirka 140 000 invånare (2003), där cirka 31 procent är afroamerikaner. Av befolkningen lever cirka 18 procent under fattigdomsgränsen. 
Staden är belägen vid Long Island-sundet i den södra delen av delstaten cirka 80 km nordost om staden New York.
Den 9 augusti 1867 etablerade företaget Remington i staden en industrianläggning, som tillverkar bland annat vapen och skrivmaskiner. Därför ökade Bridgeport under bägge världskrigen tydlig i storlek.
Flera vägar som Interstate 95, Merritt Parkway, Connecticut Route 8 och 25, U.S. Route 1 samt Boston Post Road går genom staden. Det finns även en färja till Port Jefferson i delstaten New York. Bridgeports järnvägsstation trafikeras av Amtrak och Metro North.

## Kända personer
- P.T. Barnum, cirkuspromotor
- Roland P. Falkner, statistiker
- Theodore Judah, järnvägsingenjör
- John Mayer, artist
- Robert Mitchum, skådespelare
- Harry Porter, höjdhoppare
- Wilbur Scoville, farmakolog
- Tom Thumb, cirkusdvärg
- Magnus Wahlström, företagsledare
- Vinnie Vincent, gitarrist i Kiss